# Breguet 16
Le Breguet 16 est un avion militaire français de la Première Guerre mondiale.

## Conception
Le  Breguet 16 a été essentiellement une version plus grande du Breguet 14, qui avait connu un grand succès  — un biplan conventionnel, avec les ailes de même envergure et sans décalage entre elles. Les essais en vol en 1918 se déroulèrent d´une manière prometteuse, et la production en masse fut envisagée avec plusieurs constructeurs sous licence Breguet, pour 1919. Cependant l´Armistice mit fin au projet. Plus tard, la production reprit en nombre plus limité toutefois, vers le début des années 1920 afin de faire face au programme de modernisation de l´Armée de l´Air.

## Engagement
Le Breguet 16 fut employé par le commandant Joseph Vuillemin et par le lieutenant Chalus pour le premier voyage à travers le Sahara, en plusieurs étapes, de Villacoublay jusqu´à Tombouctou en février-mars 1920.